# 에세키엘 폰세
에세키엘 폰세(스페인어: Ezequiel Ponce, 1997년 3월 29일 ~ )는 휴스턴 다이너모에서 활약하고 있는 아르헨티나의 축구 선수이다. 그는 스페인 시민권을 보유하고 있다.
뉴얼스 올드 보이스 유소년팀 출신인 폰세는 2015년 8월 420만 유로의 이적료로 로마로 이적한다. 이후 2016년 8월 5일, 폰세는 스페인 라리가 팀인 그라나다로 임대된다. 15일 뒤 폰세는 비야레알과의 경기에서 데뷔전을 치뤘고, 데뷔골을 넣었다.